# بير وودز
بير وودز (بالإنجليزية: Bear Woods)‏ هو لاعب كرة قدم أمريكية ولاعب كرة قدم كندية أمريكي، ولد في 22 يناير 1987 في ماكليني في الولايات المتحدة.